# Palicourea calycina
Espèce
Synonymes
- Uragoga loxensis Kuntze[1]

Statut de conservation UICN

 VU B1ab(iii) : Vulnérable
Palicourea calycina est une espèce de plantes de la famille des Rubiaceae.

## Publication originale
- Plantas Hartwegianas imprimis Mexicanas 133. 1844.